# Sahand

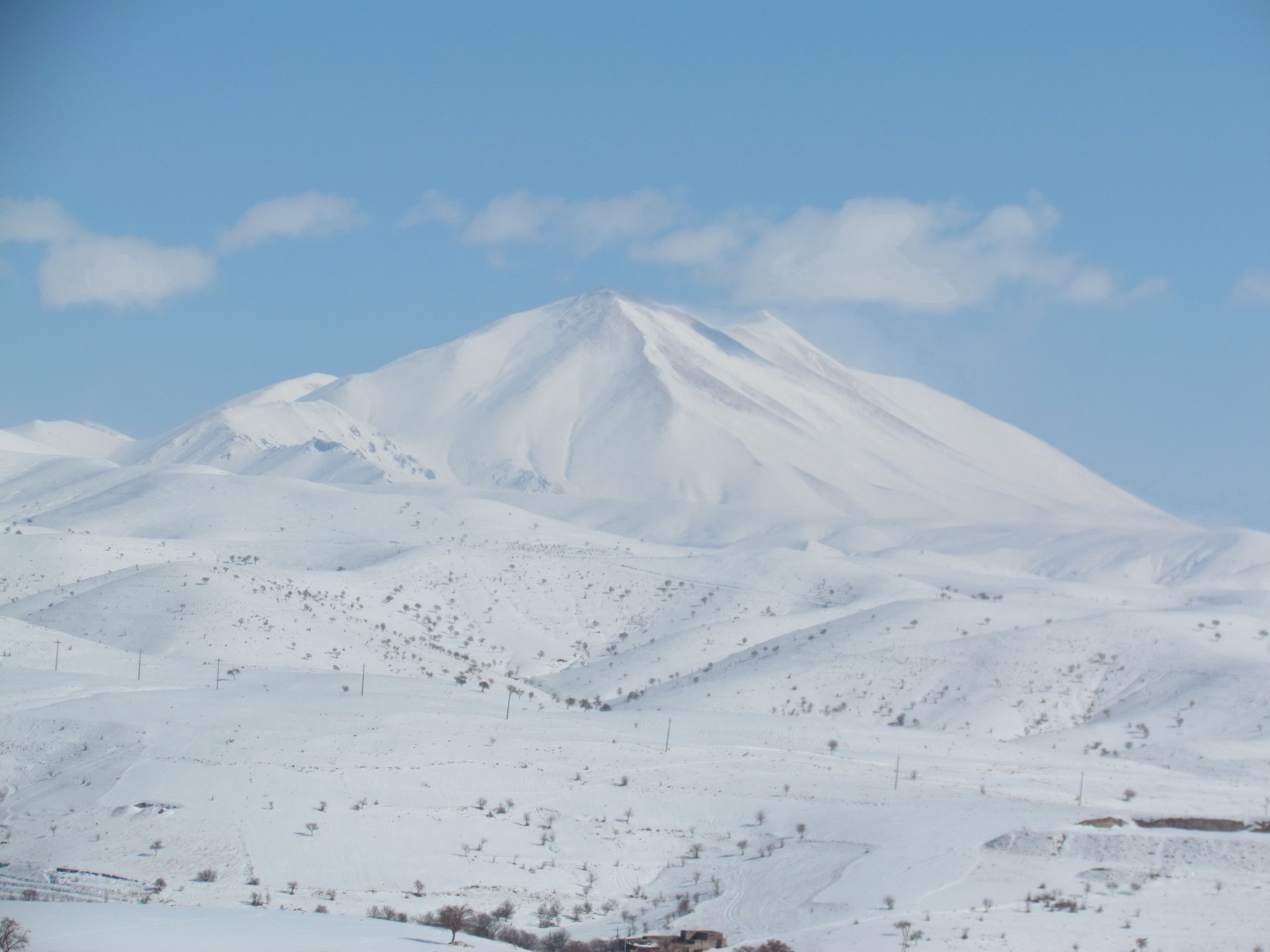
Sahand

Sahand (persiska سهند), (azeriska سهند ) är en stor, kraftigt eroderad stratovulkan i nordvästra Iran. Med en höjd på 3 707 m är den det högsta berget i den iranska provinsen Östazarbaijan.
Förutom att det är en slumrande vulkan är det en av de högsta bergen i iranska Azerbajdzjan. Sahand-bergen ligger direkt söder om Tabriz, vars högsta topp är Jam Daqi (3 750 m). Ungefär 17 toppar ligger på över 3 000 meters höjd. På grund av den stora mängden flora och fauna i området är Sahand-bergen känd som de iranska bergens vagga.
Sahand är också namnet på ett fartyg som sänktes av amerikanska styrkor 1988.
"Sahand", förekommer även som ett pojknamn i Iran men anses då vara ett namn med Azerbaijanskt ursprung. 